# Solliès-Pont

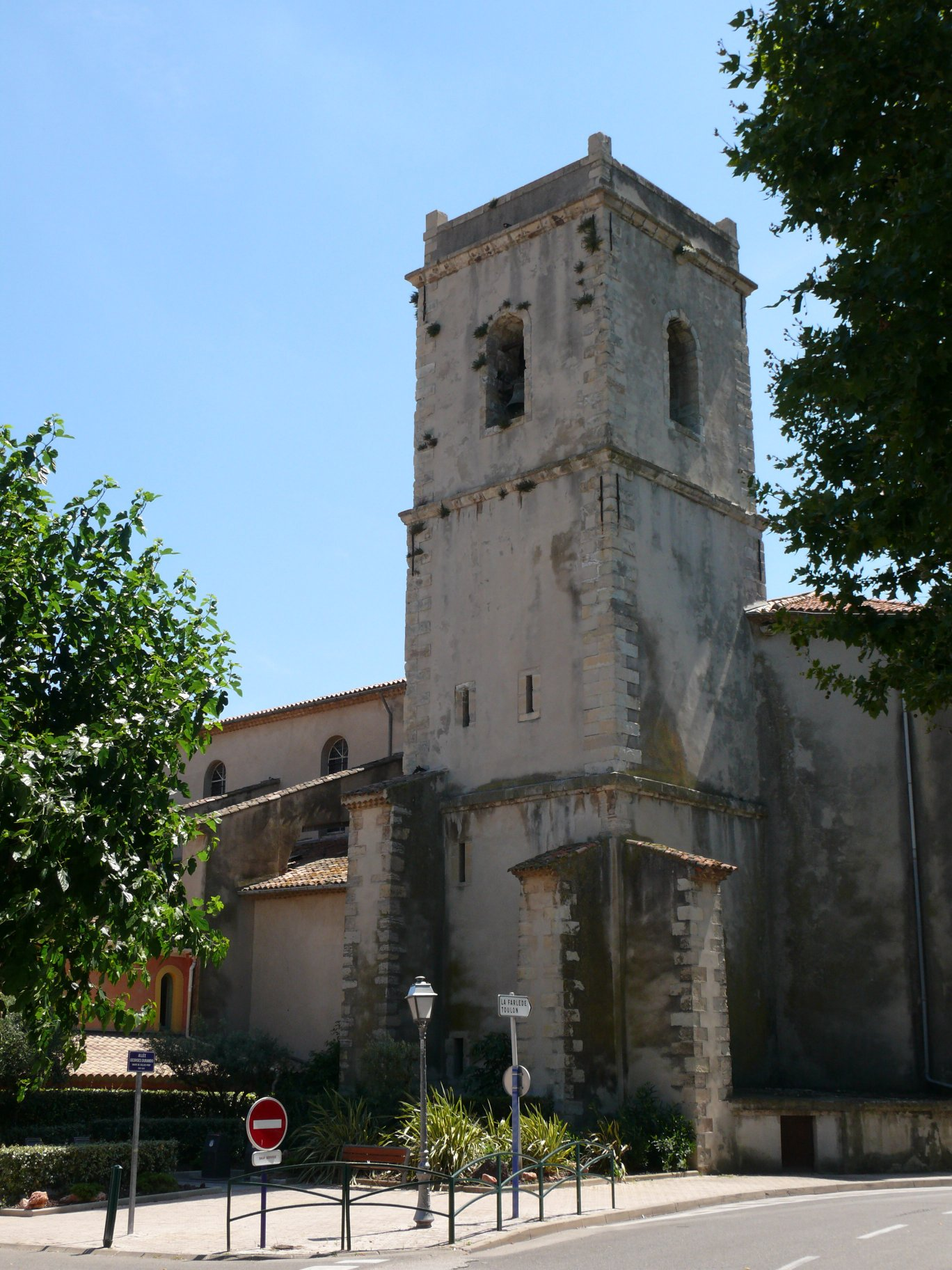
Kerk

Solliès-Pont is een gemeente in het Franse departement Var (regio Provence-Alpes-Côte d'Azur) en telt 11.974 inwoners (2020). De plaats maakt deel uit van het arrondissement Toulon.
Solliès-Pont is de plaats waar op 23 september 1995 de toen 16-jarige spree killer Éric Borel zijn familie vermoordde om vervolgens de volgende dag in de gemeente Cuers nog twaalf mensen te vermoorden en vier andere te verwonden.

## Geografie
De oppervlakte van Solliès-Pont bedraagt 17,7 km², de bevolkingsdichtheid is 675 inwoners per km².

## Verkeer en vervoer
In de gemeente ligt spoorwegstation Solliès-Pont.
De onderstaande kaart toont de ligging van Solliès-Pont met de belangrijkste infrastructuur en aangrenzende gemeenten.

## Demografie
Onderstaande figuur toont het verloop van het inwonertal (bron: INSEE-tellingen).

## Politiek

### Lijst Burgemeesters
(Lijst onvolledig)
- 1789-1790: Joseph-François Gerfroit
- 1790-1793: Victor Dollioule
- 1793-1793: Dominique Toucas
- 1793-1793: François Grué
- 1793-1794: Dominique Toucas
- 1794-1795: Jean-Gabriel Bon
- 1795-1795: Jean-Baptiste Arène
- 1795-1795: Jean-François Grué
- 1795-1795: Jacques Mazau
- 1795-1797: Sauveur Garnier
- 1797-1797: Sénès
- 1797-1798: Félix Garnier
- 1798-1798: Jean-Gabriel Bon
- 1798-1800: Jean-Baptiste Gardanne
- 1800-1800: Joseph Pellen
- 1800-1801: Jean-Gabriel Bon
- 1801-1807: Jean-François Sénès
- 1807-1812: Louis-Augustin Fiès
- 1812-1816: Joseph-Sextius
- 1816-1824: Hilarion-Auffan Sénès
- 1824-1829: Sauveur-Guillaume Pellegrin
- 1829-1830: Pierre-Grégoire Fiès
- 1830-1830: Charles-François-Ferdinand Bon
- 1830-1832: Félix-Martin Garnier
- 1832-1837: Louis-Alexandre-Auguste Aillaud
- 1837-1846: Louis-Félix-Auguste Dollieule
- 1846-1848: Joseph-Paul Gensollen
- 1848-1849: Cyprien Bouffier
- 1849-1860: Jean-Baptiste Arène
- 1860-1865: Joseph-François-Philippe Gerfroit
- 1865-1871: Léonce-Alcide Grué
- 1871-1871: Charles-Michel Gensollen
- 1871-1874: Joseph-Marius Aillaud
- 1874-1875: Jacques-Philémon Dollieule
- 1875-1876: Auguste-Alexandre Bouffier
- 1876-1877: Joseph-Marius Aillaud
- 1877-1878: Auguste Ginouvès
- 1878-1886: Marius-Edouard Gueit
- 1887-1891: Gustave Léonce Emmanuel Sauvan
- 1891-1900: Charles Michel Gensollen
- 1932-1938: Édouard Gerfroit
- 1945-1953: Georges Durando
- 1953-1965: Claude Brun
- 1977-1985: Jean Murat
- 1985-1989: André Durier
- 1989-1995: André Autran
- 1995-2001: André Duhamel
- 2001-2005: Gérard Capifali
- 2005-2008: Jean Rassat